# Saint Maud
Saint Maud és una pel·lícula de terror psicològic anglesa del 2019 escrita i dirigida per Rose Glass en el seu debut com a directora. La pel·lícula és protagonitzada per Morfydd Clark en el paper d'una cuidadora religiosa que s'obsessiona perillosament amb salvar l'ànima de la seva pacient. Jennifer Ehle, Lily Frazer, Lily Knight, Marcus Hutton, Turlough Convery i Rosie Sansom apareixen en papers secundaris.
Saint Maud es va estrenar al Festival Internacional de Cinema de Toronto el 8 de setembre de 2019 i al Regne Unit el 9 d'octubre de 2020. Abans s'havia projectat al Fantastic Fest el 19 de setembre de 2019 i al Festival de Cinema de Londres el 5 d'octubre de 2019.
La pel·lícula va rebre elogis de la crítica per la direcció i el guió de Glass, les actuacions de Clark i Ehle, i la fotografia de Ben Fordesman. A la 74a edició dels Premis BAFTA, Glass va ser nominada a millor pel·lícula britànica i millor directora, guionista o productora britànica novell. La pel·lícula va obtenir un rècord de disset nominacions als British Independent Film Awards 2020 i en va guanyar dos: el de millor fotografia per a Fordesman i el premi Douglas Hickox per a Glass.

## Argument
Una infermera de nom Katie no aconsegueix salvar la vida d'un pacient al seu càrrec, malgrat intentar-ho amb la reanimació cardiopulmonar.
Temps després, Katie, que ara es fa dir Maud, s'ha convertit en una devota catòlica i treballa com a infermera de cures pal·liatives en una ciutat costanera anglesa. Se li encarrega de cuidar Amanda, una antiga ballarina i coreògrafa hedonista estatunidenca que pateix una malaltia terminal amb un limfoma en fase quatre. Amanda està amargada pel seu destí i confessa a Maud que tem l'oblit de la mort. Maud arriba a creure que Déu li ha encarregat de salvar l'ànima de l'atea Amanda. Maud revela a Amanda que de vegades sent la presència de Déu i juntes semblen superades per l'èxtasi mentre preguen.

## Producció
La pel·lícula va ser desenvolupada per Escape Plan Productions amb el finançament de Film4 Productions i del British Film Institute. El novembre de 2018 es va anunciar que Clark i Ehle s'havien unit al repartiment de la pel·lícula, amb Rose Glass dirigint el seu propi guió. El rodatge va començar aquell mateix mes al nord de Londres i a Scarborough, i va durar cinc setmanes.
El 2024, Jessica Andrews va adaptar Saint Maud amb el director Jack McNamara per a la Live Theatre Company.